# Bolondok paradicsoma
A Bolondok paradicsoma (eredeti cím: Fool's Paradise) 2023-as amerikai szatirikus filmvígjáték, amelyet elsőfilmes rendezőként Charlie Day írt és rendezett. A főbb szerepekben Charlie Day, Ken Jeong, Kate Beckinsale, Adrien Brody, Jason Sudeikis, Edie Falco, Jason Bateman, Common, Ray Liotta és John Malkovich látható.
A filmet 2023. május 12-én mutatták be a mozikban.

## Cselekmény
A történet középpontjában egy férfi (Charlie Day) áll, akit elmegyógyintézetbe zárnak, miután elvesztette beszédképességét. Amikor kirakják az intézetből, mert nem fizeti ki a számláit, egy befolyásos filmproducer (Ray Liotta) észreveszi, hogy a karaktere nagyon hasonlít egy híres filmszínészre, aki a lakókocsijában tivornyázott, és nem volt hajlandó westernfilmben szerepelni. Hamarosan az egykori pszichiátriai betegből igazi filmsztár válik.

## Szereplők
| Szerep              | Színész              | Magyar hang         |
| ------------------- | -------------------- | ------------------- |
| Latte Pronto        | Charlie Day          | Rajkai Zoltán       |
| Lenny, a publicista | Ken Jeong            | Szokol Péter        |
| Christiana Dior     | Kate Beckinsale      | Németh Borbála      |
| Chad Luxt           | Adrien Brody         | Viczián Ottó        |
| Lex Tanner          | Jason Sudeikis       | Anger Zsolt         |
| A producer          | Ray Liotta           | Mihályi Győző       |
| SPFX technikus      | Jason Bateman        | Czvetkó Sándor      |
| Az ügynök           | Edie Falco           | Sági Tímea          |
| A tőr               | Common               | Barabás Kiss Zoltán |
| Ed Cote             | John Malkovich       | Mertz Tibor         |
| Stúdióvezető        | Dean Norris          | Barbinek Péter      |
| Terry               | Katherine McNamara   |                     |
| sminkes nő          | Mary Elizabeth Ellis |                     |
| Shaman              | Jillian Bell         | Murányi Tünde       |
| talk show házigazda | Jimmi Simpson        | Szabó Máté          |
| Tony London         | Steve Coulter        | Rosta Sándor        |
| Junior ügynök       | Moses Storm          | Czető Roland        |

## A film készítése
2018 szeptemberében jelentették be, hogy Charlie Day rendezőként debütál a filmmel, emellett író és főszerepet is játszik benne. A következő hónapban jelentették be Kate Beckinsale, Jason Sudeikis, Edie Falco, John Malkovich és Jillian Bell csatlakozását a szereplőgárdához. 2018 októberében Ray Liotta (egyik utolsó szerepében), Ken Jeong, Adrien Brody, Travis Fimmel, Dean Norris és Edy Ganem is csatlakozott a szereplőkhöz. 2018 novemberében Katherine McNamara, Common, Mary Elizabeth Ellis és Glenn Howerton csatlakozott a stábhoz.
A forgatás 2018 októberében kezdődött Los Angelesben. 2022 februárjában Day egy interjúban elárulta, hogy a filmet 2021 decemberében egy héten át újraforgatták Jeonggal, Brodyval, Beckinsale-lel és Liottával, miután további 27 oldalt írt a forgatókönyvhöz a filmrendező Guillermo del Toro tanácsai alapján, aki azt is javasolta, a film eredeti címét, az El Tonto-t vessék el. A film később a Fool's Paradise címet kapta.

## Bemutató
A film világpremierje 2023. május 9-én volt, az Amerikai Egyesült Államokban pedig 2023. május 12-én került a mozikba a Roadside Attractions forgalmazásában.
2023. június 2-án jelent meg digitális platformokon, majd 2023. július 18-án Blu-ray és DVD formátumban.

## Fordítás
- Ez a szócikk részben vagy egészben  a   Fool's Paradise (2023 film) című angol Wikipédia-szócikk fordításán alapul.  Az eredeti cikk szerkesztőit annak laptörténete sorolja fel. Ez a jelzés csupán a megfogalmazás eredetét és a szerzői jogokat jelzi, nem szolgál a cikkben szereplő információk forrásmegjelöléseként.